# Wiktor Wiesnin (polityk)
Wiktor Nikołajewicz Wiesnin (kaz. i ros. Виктор Николаевич Веснин; ur. 5 grudnia 1945, zm. 18 kwietnia 2020) – kazachstański polityk, od 30 stycznia 1996 do 1999 roku deputowany do Mażylisu Parlamentu Republiki Kazachstanu I kadencji.